# Загадка премії за ризик інвестицій в акції
Загадка премії за ризик інвестицій в акції полягає у перевищенні спостережуваних доходів від інвестицій в акції в порівнянні із дохідністю від інвестицій в державні цінні папери. Цей термін був запроваджений Р. Мерою та Е. К. Прескотом в 1985р, проте Роберт Шиллер в 1982 р. опублікував перший розрахунок, який показав, що для пояснення математичного сподівання та дисперсії дохідностей активів потрібен високий коефіцієнт несхильності до ризику або ж значні споживчі коливання. В такому випадку можливість арбітражу зменшила б різницю в дохідностях від цих двох інвестиційних можливостей для відображення премії за ризик, яку інвестори вимагатимуть за інвестування у відносно ризикованіші акції.